# Наомі (телесеріал)
«Наомі» (англ. Naomi) — американський драматичний телесеріал про супергероїв, розроблений Авою Дюверней, заснований на однойменній серії коміксів, написаній у співавторстві Браяном Майклом Бендісом та Девідом Ф. Уокером та ілюстрованим Джамалом Кемпбеллом.
Прем'єра відбулась на The CW 11 січня 2022 року. 12 травня 2022 року телесеріал було закрито після першого сезону.

## Актори та персонажі
- Касі Волфолл — Наомі
- Мері-Чарльз Джонс — Аннабель
- Кренстон Джонсон — Зумбадо, власник місцевої автостоянки
- Олександр Рейт — Ді, власник місцевого тату майстерні
- Деніел Пуїг — Натан
- Ейдан Джемме — Джейкоб
- Вілл Мейерс — Ентоні
- Каміла Морено — Лурдес, молодої жінки з саркастичним почуттям гумору, яка працює в магазині вінтажних предметів колекціонування.
- Музам Маккар — Дженніфер
- Баррі Вотсон — Грега

## Список епізодів
| № серії | Назва серії    | Режисер(и)     | Сценарист(и) | Оригінальна дата показу | Код серії      |
| ------- | -------------- | -------------- | ------------ | ----------------------- | -------------- |
| 1       | Буде оголошено | Аманда Мараліс | Ава Дюверней | 11 січня 2022           | Буде оголошено |

## Розробка
4 грудня 2020 року повідомлялося, що Ава Дюверней розробляє серіал для The CW, заснований на серії коміксів «Наомі», написаній у співавторстві Браяном Майклом Бендісом, Девідом Ф. Уокером та Джамалом Кемпбеллом. 9 лютого 2021 року The CW замовив пілотний епізод. 24 травня 2021 року канал замовив перший сезон. Серіал розроблений Дюверней буде виконавчим продюсером разом з Джилл Бланкеншип, Сарою Бремнер і Полом Гарнсом. Пілот написаний Дюверней і режисером Амандою Марсаліс. Продюсерськими компаніями, які беруть участь у серіалі, є Array Filmworks і Warner Bros. Television.

### Кастинг
У березні 2021 року Касі Волфолл отримала головну роль, а Олександр Рейт, Кренстон Джонсон, Каміла Морено, Баррі Уотсон, Музам Маккар, Мері-Чарльз Джонс, Ейдан Джемм, Деніел Пуїг і Вілл Мейерс також були постійними акторами серіалу.

### Зйомки
Основні зйомки серіалу розпочалися 23 серпня 2021 року в Джорджії. Кліфф Чарльз — оператор, а ДеМейн Девіс — режисер серіалу.